# Tacskándi-patak
A Tacskándi-patak Vas vármegyében ered, mintegy 150 méteres tengerszint feletti magasságban. A patak forrásától kezdve déli irányban halad, majd eléri a Kodó-patakot.
A Tacskándi-patak vízgazdálkodási szempontból a Marcal Vízgyűjtő-tervezési alegység működési területét képezi.

## Part menti település
- Vashosszúfalu